# Episodi di Crossing Jordan (quinta stagione)
La quinta stagione della serie televisiva Crossing Jordan è stata trasmessa in prima visione negli Stati Uniti d'America da NBC tra il 2005 e il 2006.
In Italia è stata trasmessa in prima visione satellitare da Fox Life ed in chiaro da LA7.
| nº | Titolo originale               | Titolo italiano             | Prima TV USA      | Prima TV Italia   |
| -- | ------------------------------ | --------------------------- | ----------------- | ----------------- |
| 1  | There's No Place Like Home (2) | Il ritorno di Garret        | 25 settembre 2005 | 13 settembre 2006 |
| 2  | Luck Be a Lady                 | La fortuna è donna          | 2 ottobre 2005    | 13 settembre 2006 |
| 3  | Under the Weather              | Bambini in pericolo         | 9 ottobre 2005    | 20 settembre 2006 |
| 4  | Judgement Day                  | Un caso da riaprire         | 16 ottobre 2005   | 20 settembre 2006 |
| 5  | Enlightenment                  | Apparente suicidio          | 23 ottobre 2005   | 27 settembre 2006 |
| 6  | Total Recall                   | Orrore dal passato          | 30 ottobre 2005   | 27 settembre 2006 |
| 7  | Road Kill                      | La serial killer            | 27 novembre 2005  | 4 ottobre 2006    |
| 8  | A Man in Blue                  | Due donne per Woody         | 4 dicembre 2005   | 4 ottobre 2006    |
| 9  | Death Goes On                  | Nel segno della vendetta    | 11 dicembre 2005  | 11 ottobre 2006   |
| 10 | Loves Me Not                   | La locanda di Lucy Carver   | 8 gennaio 2006    | 11 ottobre 2006   |
| 11 | The Elephant in the Room       | Questione di credibilità    | 15 gennaio 2006   | 18 ottobre 2006   |
| 12 | Code of Ethics                 | Scandalo dal fronte         | 22 gennaio 2006   | 18 ottobre 2006   |
| 13 | Dreamland                      | Il paese dei sogni          | 29 gennaio 2006   | 25 ottobre 2006   |
| 14 | Death Toll                     | Emozioni nascoste           | 12 marzo 2009     | 25 ottobre 2006   |
| 15 | Blame Game                     | Il gioco delle colpe        | 19 marzo 2009     | 1º ottobre 2006   |
| 16 | Someone to Watch Over Me       | Qualcuno che vegli su di me | 26 marzo 2009     | 1º ottobre 2006   |
| 17 | Save Me                        | Salvami                     | 9 aprile 2009     | 8 ottobre 2006    |
| 18 | Thin Ice                       | Ghiaccio sottile            | 16 aprile 2009    | 8 ottobre 2006    |
| 19 | Mysterious Ways                | Vie misteriose              | 23 aprile 2009    | 15 ottobre 2006   |
| 20 | Mace vs. Scalpel               | Kyle o Jonah                | 30 aprile 2009    | 15 ottobre 2006   |
| 21 | Don't Leave This Way           | Non lasciarmi così          | 7 maggio 2009     | 22 ottobre 2006   |